# Batteries d'artillerie côtières du mur de l'Atlantique
 (septembre 2022).
Si vous disposez d'ouvrages ou d'articles de référence ou si vous connaissez des sites web de qualité traitant du thème abordé ici, merci de compléter l'article en donnant les références utiles à sa vérifiabilité et en les liant à la section « Notes et références ».

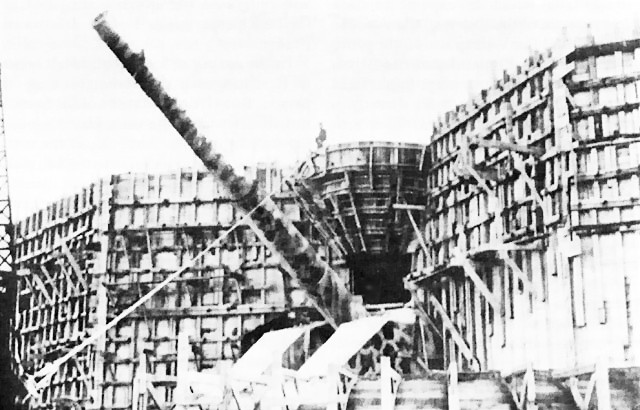
Construction d'une batterie côtière dans le Pas-de-Calais

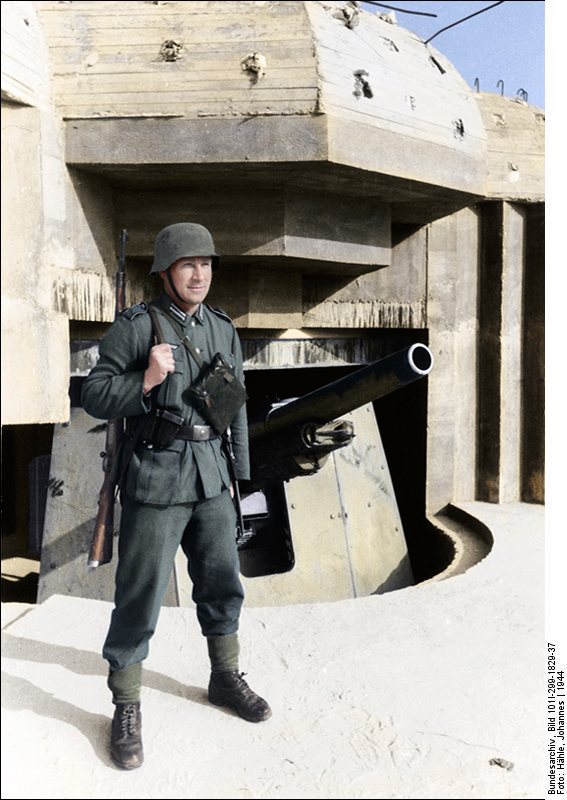
Les fers tordus qui sortent du toit servent d'accessoires d'accroche à un camouflage végétal.

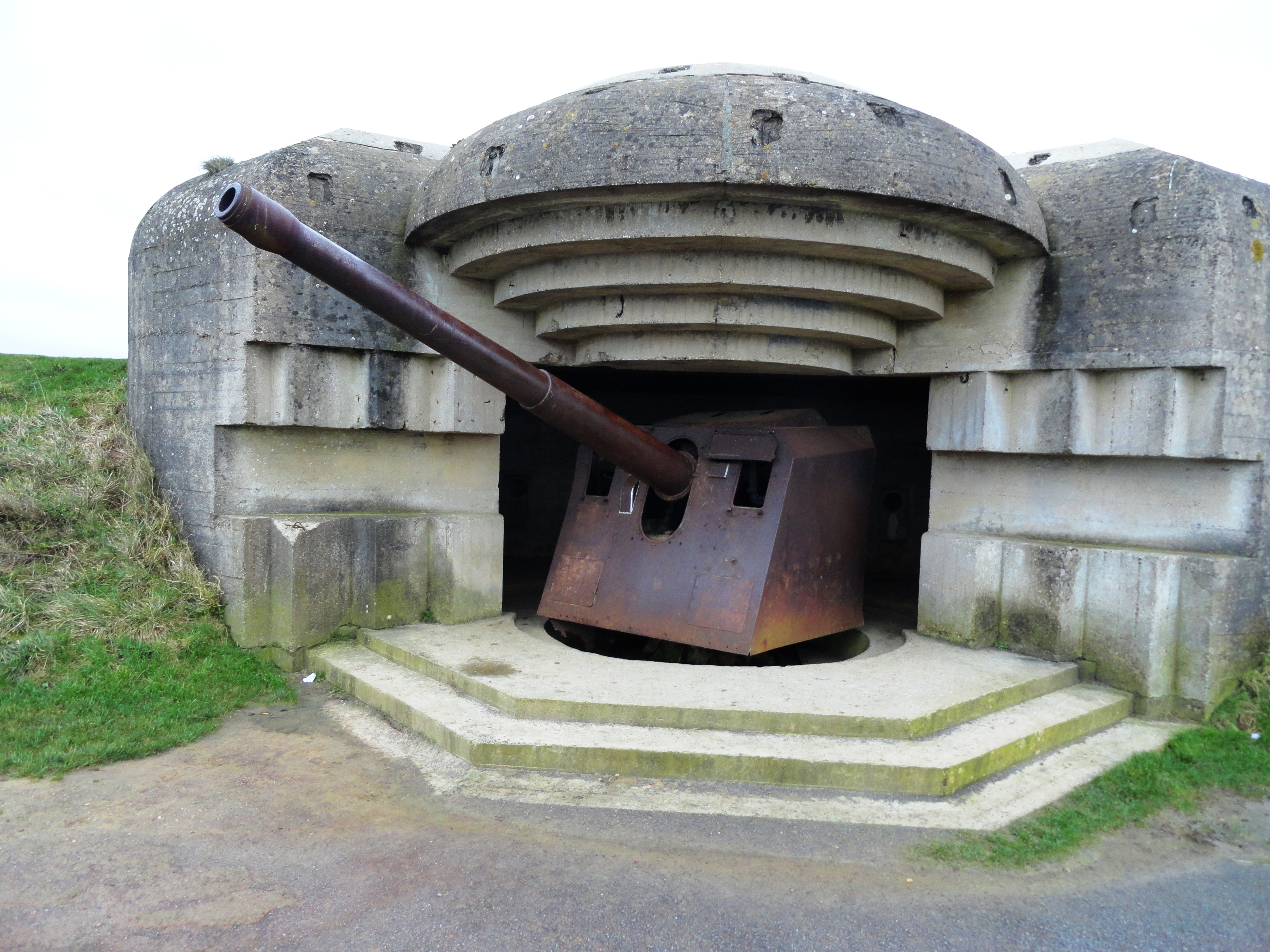
Une autre technique de camouflage est l'implantation de trous servant de points d'accroche qui permettent de planter de la verdure.

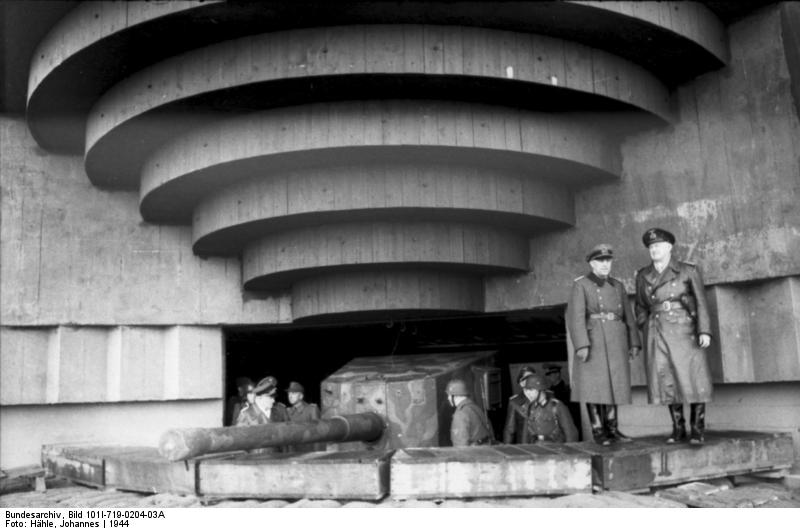
Inspection allemande d'une des batteries côtières

Les batteries d'artillerie côtières sont l'un des éléments du mur de l'Atlantique construit par les Allemands pour empêcher un débarquement dans le nord-ouest de l'Europe pendant la Seconde Guerre mondiale. 

## Caractéristiques
La construction des batteries côtières allemandes débute entre septembre et décembre 1940, d'abord pour couvrir les préparatifs de l'opération Seelöwe (projet réel ou simulé de débarquement allemand en Angleterre) et interdire l'accès du pas de Calais aux navires britanniques. Plusieurs batteries lourdes sous casemates sont construites dans les secteurs de Calais, du cap Gris-Nez et de Dunkerque. À partir du déclenchement de l'opération Barbarossa, le gros de l'armée allemande est engagé sur le front de l'Est et la perspective d'un débarquement britannique à l'Ouest devient envisageable : Hitler ordonne le renforcement de ces défenses qui deviennent la première pièce du futur mur de l'Atlantique.
Les premières batteries sont :
- Siegfried au sud du cap Gris-Nez : quatre pièces de 380 mm ;
- Friedrich August au nord de Boulogne : trois pièces de 305 mm ;
- Grosser Kurfurst (Grand Électeur) : quatre pièces de 280 mm ;
- Prinz Heinrich entre Calais et le cap Blanc-Nez : deux pièces de 280 mm ;
- Oldenburg à l'est de Calais : deux pièces de 240 m ;
- M1, M2, M3 et M4, plusieurs batteries entre Gris-Nez et Calais : 17 pièces de 170 mm, une de 350 mm et des pièces moyennes dont sept batteries de pièces françaises capturées[1].

Outre les batteries côtières participant à la défense des grands ports (Brest, Cherbourg (Cherbourg-en-Cotentin depuis 2016), Le Havre, etc.), ports transformés en forteresses par les Allemands, d'autres batteries de canons sont disséminées le long du littoral de l'Atlantique, mais surtout de la Manche et de la mer du Nord. Elles se trouvent plus ou moins en retrait du rivage, certaines à quelques kilomètres à l'intérieur des terres et sans vision sur la mer (les coordonnées de tir étaient données par un poste de tir fortifié situé plus en avant de la batterie). Les batteries sont équipées de quelques canons à longue portée, en général trois ou quatre, censés empêcher l'approche des navires. Ils sont opérés par la Heer (armée de terre allemande) ou par la Kriegsmarine. Courant 1943, celles situées loin des grands ports passent sous le commandement de l'armée. La rivalité entre les différentes armées explique qu'elles développent leurs propres séries d'ouvrages sans aucune concertation. « La batterie d'artillerie côtière représente la composante majeure du "Mur" autour de laquelle vont se cristalliser les différences les plus marquées entre l'armée de terre et la marine. La Heer, qui ne dispose dans un premier temps que des vieux plans du Westwall dont les normes de protection sont largement dépassées par l'avance technologique en matière d'armement, se contente la plupart du temps de placer placer ses canons de gros calibres sur des plates-formes, les abris étant réservés à la troupe et aux munitions. Pour cette raison, elle préconisera longtemps d'implanter ses batteries loin du rivage (environ 5 km) afin d'éviter les bombardements navals directs… La Kriegsmarine qui imposera progressivement ses idées n'a pas du tout le même point de vue. Pour elle, la batterie dans son intégralité doit être placée près de la mer afin d'éviter la rupture des communications entre les canons et le poste de télémétrie et dans le pire des cas permettre des tirs à vue sur des objectifs maritimes ». La Heer développe sa série 600 (100 modèles dont 35 pour les batteries d'artillerie côtière) qui est la plus présente sur le mur de l'Atlantique.
Dès 1943, et régulièrement à partir du printemps 1944 (avec la maîtrise du ciel par les Alliés), les batteries allemandes subissent des bombardements aériens. Ceux-ci se déroulent tout le long de la côte de la Manche et de la mer du Nord, le commandement allié étant soucieux de cacher jusqu'au dernier moment le lieu de débarquement choisi. Si ces bombardements ne détruisent que peu de canons protégés par des casemates, ils ralentissent fortement la construction de nouvelles casemates, obligeant souvent la construction de nuit ou la reconstruction, et limitent le renforcement des protections des batteries.    
Les batteries les plus puissantes, les mieux armées et les mieux protégées, se trouvent dans le Pas-de-Calais (leurs tirs pouvaient atteindre les côtes anglaises) comme la batterie Todt ou dans les forteresses portuaires. Celles situées entre les ports, souvent de construction plus récente (mi-1943-1944) sont de niveau inégal dans leur achèvement et dans leur équipement. Ainsi certains canons sont des prises de guerre, des canons parfois obsolètes, comme les canons Schneider français de la Première Guerre mondiale. Ces batteries sont protégées des attaques aériennes ou terrestres par différents petits bunkers ou tranchées ainsi que par des champs de mines et par des armements, souvent là aussi pris à l'ennemi, par exemple du matériel russe capturé sur le front de l'Est.

## Face au débarquement de Normandie

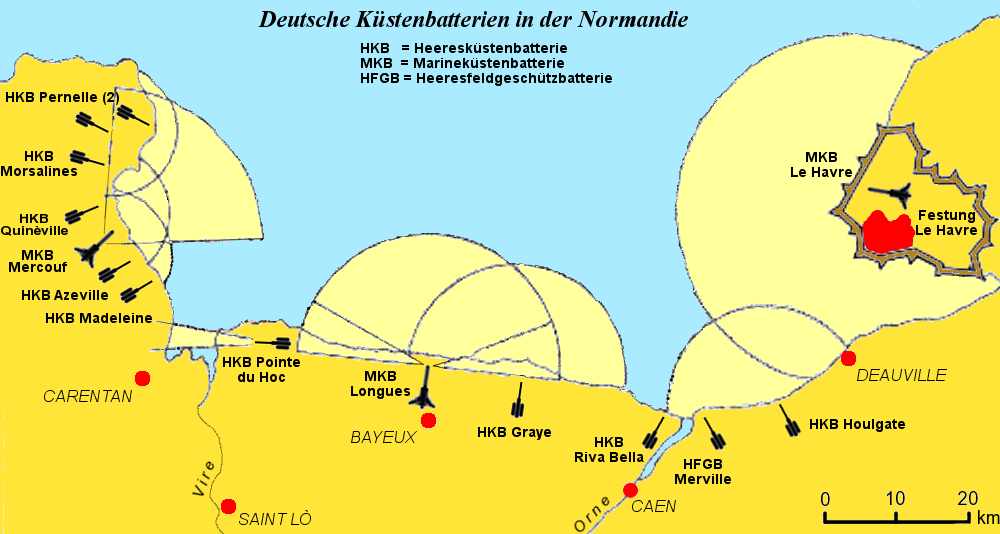
Batteries côtières allemandes de la baie de Seine

En Normandie, avant le débarquement du 6 juin 1944, il y a plus d’une vingtaine de batteries principales sur les côtes de la baie de Seine entre Le Havre et Cherbourg. Leur portée varie d'une dizaine à plus de trente kilomètres (batterie de Crisbecq) et elles possèdent entre 3 et 4 canons, souvent des pièces de marine. Les canons sont protégés dans des casemates de béton armé, construites par l'organisation Todt suivant des normes bien définies. Les casemates sont protégées des attaques aériennes et terrestres par des canons antiaériens et des nids de mitrailleuses ou canons légers. Une batterie côtière est ainsi composée de plusieurs bunkers reliés par des souterrains et des tranchées, le tout entouré de barbelés et de champs de mines. Les bunkers sont le plus possible camouflés dans leur environnement immédiat.
La plupart des batteries subissent un bombardement aérien massif dans la nuit précédant le débarquement mais aucun n'est pleinement efficace. Outre le bombardement, certaines sont prises d'assaut par des troupes aéroportées : c'est le cas de la prise de la batterie de Merville, haut fait d'armes des troupes aéroportées britanniques. La plupart des batteries peuvent ouvrir le feu le 6 juin ou les jours suivants, mais sans influer sur le cours du débarquement et la plupart sont assez vite réduites au silence par la flotte de cuirassés et croiseurs alliés.
Certaines des batteries se révèlent vides, les canons ayant été déplacés, ou vers d'autres batteries, ou vers des emplacements plus à l'arrière pour les protéger des bombardements. C'est le cas de la batterie de la pointe du Hoc ou de celles de Saint-Martin-de-Varreville. C'est aussi l'une des distinctions des batteries conçues pour la Marine, qui privilégient les canons fixes, souvent des pièces de marine, dans des casemates très fermées, des batteries de l'armée avec des canons plus mobiles et une casemate plus ouverte à l'arrière pour les déplacer. Contrairement au Pas-de-Calais, la Normandie ne présente aucun canon monté sur plate-forme ferroviaire.
Certaines forteresses du mur de l'Atlantique abritant ces batteries deviennent des poches de résistance en 1944, voire jusqu'en 1945 pour plusieurs d'entre elles.
Beaucoup de ces batteries sont encore visibles aujourd'hui, certaines étant devenues des musées ou des lieux de mémoire.